# Carlos Alric
Carlos Alric (San Luis, 1877 - San Luis, 20 de agosto de 1943) fue un médico y político argentino que ejerció como Gobernador de la Provincia de San Luis entre 1917 y 1921. Fue el cuarto gobernador de esa provincia perteneciente a la Unión Cívica Radical y segundo elegido democráticamente.

## Biografía
Hijo de un francés y una joven de familia puntana, se recibió de Médico en la Universidad de Buenos Aires en el año 1900. Se instaló en Villa Mercedes, donde ejerció la medicina durante años, al mismo tiempo que organizaba allí la Unión Cívica Radical.
Fue elegido gobernador de la provincia a poco de iniciada la presidencia de Hipólito Yrigoyen, y asumió el gobierno el 17 de agosto de 1917. Llevó como ministro al joven Diógenes Taboada, que más tarde sería ministro de la Nación en dos oportunidades.
Al iniciar su mandato se encontró con una situación fiscal desastrosa, por lo que se esforzó por regularizar los ingresos públicos, estableciendo un régimen para la explotación de leña en los bosques de la provincia, organizando una inspección de cobro de impuestos y proponiendo cobrar impuestos por la explotación de las Salinas del Bebedero, en lo que no fue apoyado por la Legislatura.
No contó con una sólida mayoría radical en la legislatura, y el partido estaba dividido en grupos enfrentados. A mediados de 1918 se produjo un serio conflicto en la Legislatura por la elección de los dos senadores nacionales por San Luis, que llevó a una paralización total de la actividad legislativa. Alric solicitó la intervención federal de la legislatura provincial, pero no del poder ejecutivo; esta intervención fue ordenada por el presidente en mayo del año siguiente, dirigida por Ernesto Celesia, quien clausuró la legislatura y convocó elecciones para nombrar otra, que finalmente pudo funcionar normalmente. En 1920, las fuerzas conservadoras provinciales se unieron en el llamado Partido Demócrata Liberal, cuya personalidad más notable era el exgobernador Adolfo Rodríguez Saá "El Pampa". Esta unión terminó por lograr la victoria en los comicios para la legislatura, dejando al gobernador nuevamente en minoría. Obstruido en todos sus actos de gobierno por la mayoría opositora, ni siquiera logró convocar a elecciones. En respuesta, el presidente Hipólito Yrigoyen ordenó una nueva intervención federal de la provincia, a la cual Alric le entregó los poderes ejecutivo y legislativo.
No volvió a tener actuación política, y dedicó el resto de su vida a la medicina, siendo por largos años director del Hospital de Villa Mercedes. Murió en San Luis el 20 de agosto de 1943.